# Суперсегментные единицы языка
Суперсегме́нтные едини́цы языка́ (от лат. supra — сверху, segmentum — отрезок; англ. suprasegmentals; также супрасегментные, сверхсегментные, надсегментные единицы языка) в лингвистике — нелинейные единицы языка. Главное их отличие от линейных единиц языка, от сегментных единиц состоит в том, что они не могут существовать сами по себе, отдельно от сегментных единиц языка, которые выделяются в процессе последовательного линейного членения речевого потока. Суперсегментные единицы языка накладываются на материальные оболочки языка с целью их характеристики и определения.
Существует несколько различных классификаций суперсегментных единиц языка. Согласно классической классификации, к суперсегментным единицам языка относятся:
- просодические элементы. К ним относятся долгота, интонация, мелодика, тон, ритм, интенсивность;
- показатели стыка сегментных единиц[2].

Проявление суперсегментных единиц языка в качестве показателей стыка сегментных единиц происходит следующим образом: на стыке сегментных единиц уровень интенсивности меняется, чаще всего, происходит его падение. Это указывает на границу сегментной единицы (например, слова). Такие признаки границы сегментных единиц служат вспомогательными факторами при разграничении речевого потока.
Термин «просодия» является синонимом термина «суперсегментная (или супрасегментная) фонетика». Этот термин обычно употребляется по отношению ко всем суперсегментным единицам, а термин просодика используется чаще всего только по отношению к слогу и фонетическому слову.
Кроме указанной выше классической классификации, в современной лингвистике существует несколько различных подходов к классификации суперсегментных единиц.
Согласно одной из иных классификаций суперсегментные единицы языка можно подразделить на суперсегментные фонемы (хронемы для долготы, тонемы для тона, фонемы стыка и др.) и суперсегментные морфемы, которые отвечают за выражение грамматических значений языковой единицы.
Согласно М. В. Панову, к традиционно выделяемым суперсегментным единицам также можно отнести слог, но не как линейную единицу, которая представлена звуками, а как сочетание неслогообразующего звука со слогообразующими, волну сонорности (это поддерживается и Л. Л. Касаткиным). Также он относит к суперсегментным единицам диэремы, которые обнаруживаются на границах слов и морфем. Впервые они упоминаются у Н. С. Трубецкого.